# لدا (قمر)
لدا (ماه)(به انگلیسی: Leda)، یکی از ماه‌های مشتری است ابعاد آن ۱۶ کیلومتر، جرم آن ۰٫۶ ×۱۰۱۶ کیلوگرم و نیم‌قطر بزرگ آن ۱۱ ۱۸۷ ۷۸۱ کیلومتر است.این ماه در سال ۱۹۷۴ کشف شد.